# Mercury Meteor
Mercury Meteor – samochód osobowy klasy pełnowymiarowej, a następnie klasy wyższej produkowany pod amerykańską marką Mercury w latach 1960 – 1963. 

## Pierwsza generacja

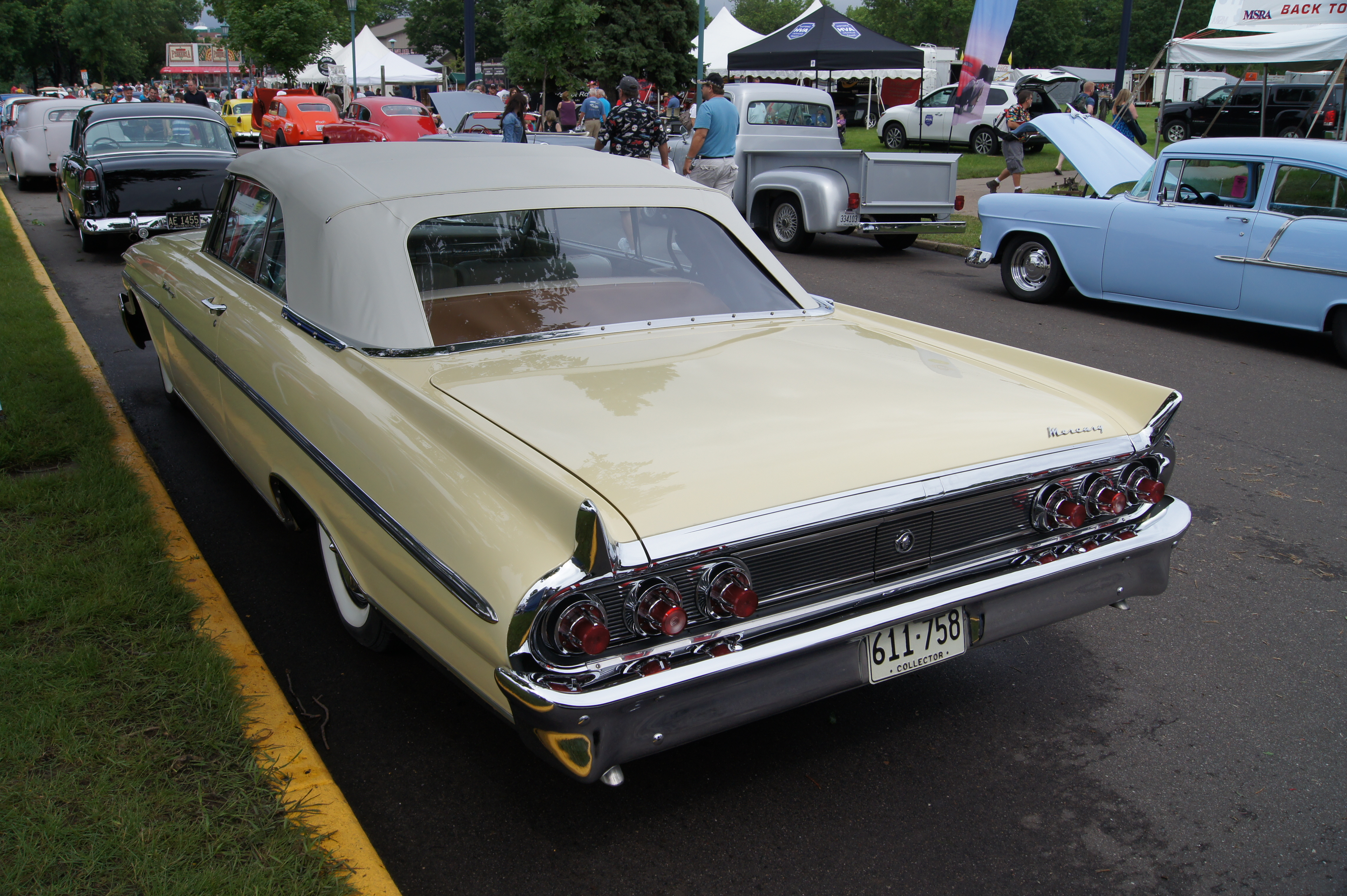
Mercury Meteor I - tył

Mercury Meteor I został zaprezentowany po raz pierwszy w 1960 roku.
W 1960 roku Mercury poszerzyło ofertę swoich dużych modeli o Meteora opartego na bazie pokrewnej limuzyny Monterey, a także Forda Galaxie z macierzystej marki Ford. Samochód charakteryzował się masywną sylwetką nadwozia z podłużną tylną częścią nadwozia i zabudowanymi nadkolami. Z przodu pojawiła się duża, chromowana atrapa chłodnicy i podwójne, okrągłe reflektory.

### Silnik
- L6 3.7l Mileage Maker
- V8 4.8l Y-block
- V8 5.8l FE
- V8 6.4l FE

## Druga generacja

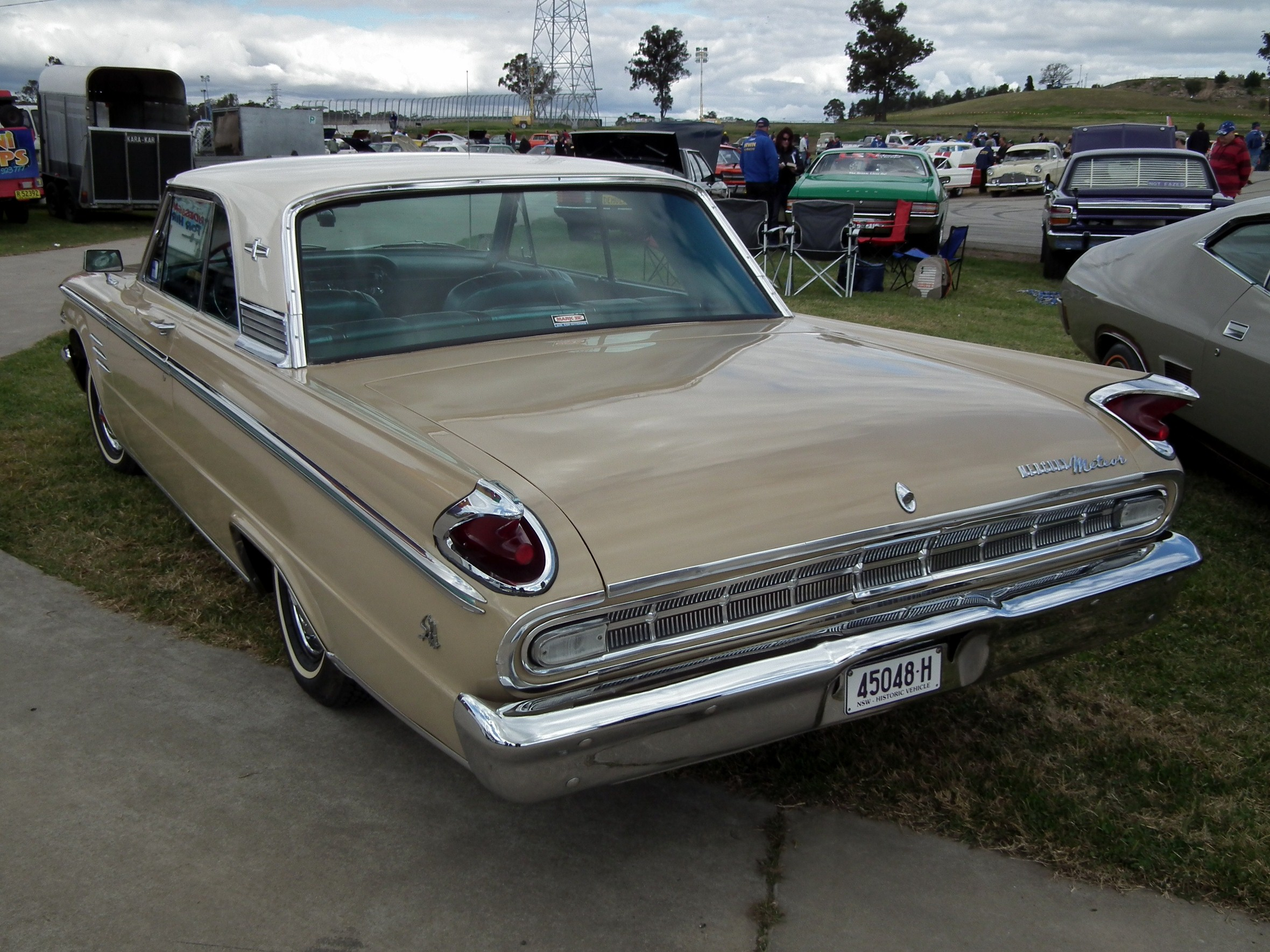
Mercury Meteor II - tył

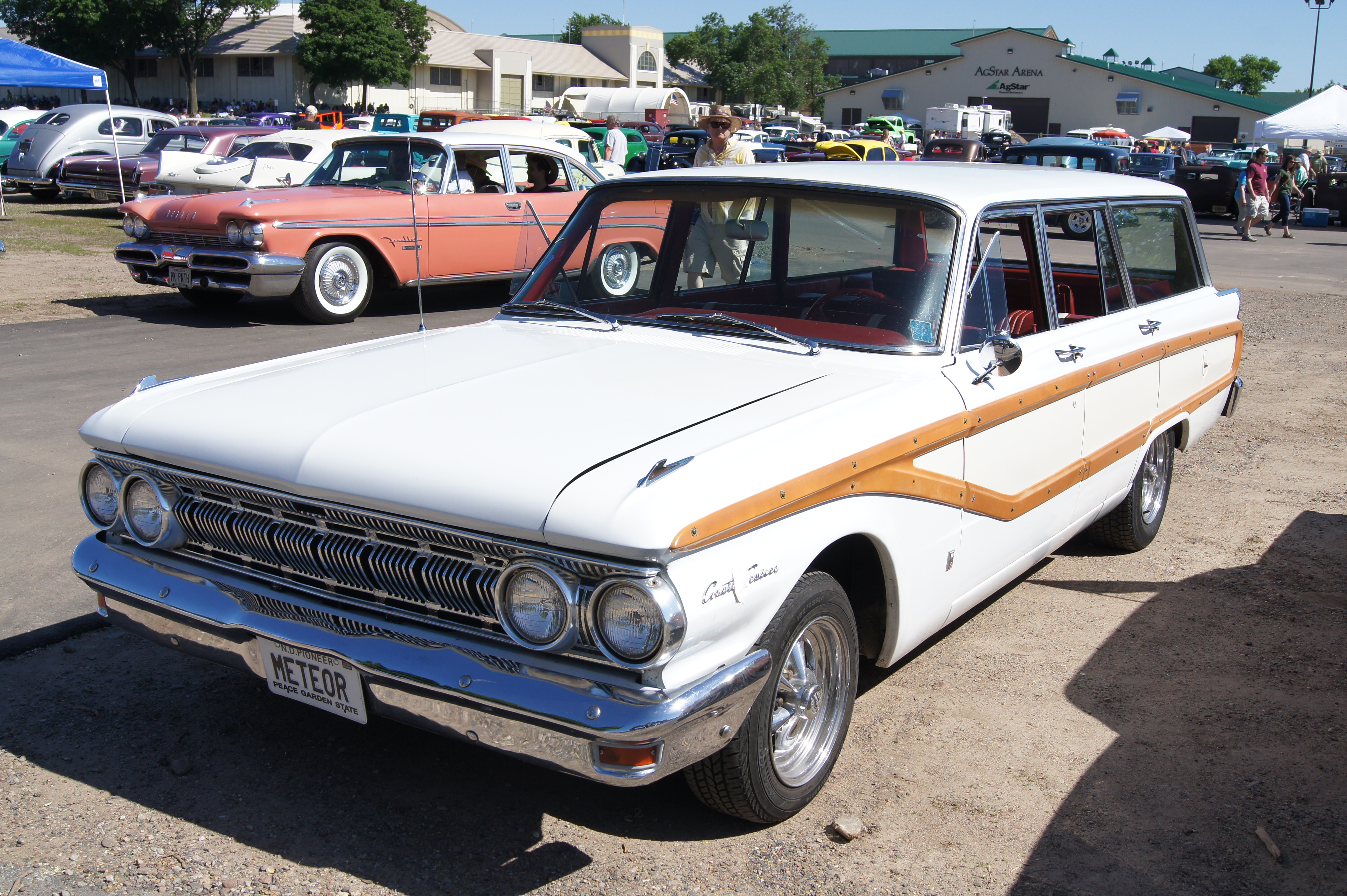
Mercury Meteor Kombi

Mercury Meteor II został zaprezentowany po raz pierwszy w 1962 roku.
Opracowując drugą generację modelu Meteor, samochód stał się znacznie mniejszy od poprzednika, stając się samochodem klasy wyższej. Było to wynikiem opracowania tego modelu przez Mercury jako bliźniaczą konstrukcję nowej generacji Forda Fairlane.
Podobnie jak bliźniaczy model Forda, Mercury Meteor II zyskał podwójne reflektory z charakterystycznym przetłoczeniem biegnącym nad atrapą chłodnicy, a także strzeliste tylne błotniki z umieszczonymi na nich krawędziach zaokrąglonymi lampami.

### Silnik
- L6 2,8 L Thriftpower
- V8 3,6 L Windsor
- V8 4,3 L Windsor